# Livio Agostini
Livio Agostini (5 febbraio 1883 – ...) è stato un farmacista e politico italiano.

## Biografia
Nato il 5 febbraio 1883, fu eletto nel 1919 deputato per la XXV legislatura del Regno d'Italia con il Partito Socialista Italiano.